# Горшков Олександр Федорович
Горшков Олександр Федорович (нар. 31.12.1925, д. Гармоново, нині Рибінського району Ярославської області, РСФСР — 11.04.2008) — радянський та російський військовий розвідник, військовий.

## Життєпис
Народився в селі Гармоново в Ярославській області. Закінчив Тихоокеанське вище військово-морське училище (1943—1948), Військово-дипломатичну академію армії СРСР (1950—1954). Військово-дипломатична академія готує військових розвідників, зокрема військових та військово-морських атташе, розвідників-нелегалів, оперативно-такичних розвідників військових округів.
З 1943 року служив у ВМФ СРСР, 1947 року вступив до КПРС.
З вересня 1948 до січня 1950 року був командиром есмінця «Різкий» 5-го флоту ВМФ у Тихоокеанській ескадрі.
1954—1958 — співробітник апарату військово-морського аташе при посольстві СССР у Великобританії, у вересні 1954 року став співробітником, далі референтом (з лютого 1958) атташе.
З грудня 1958 до квітня 1959 року — офіцер ГРУ Генштабу ЗС СРСР, далі був старшим офіцером 5-го напряму 7-го управління (1959—1961), старшим офіцером 1-ї групи Центрального спецбюро ВМФ, старшим офіцером розвідки ВМФ (1963—1964), з 1964 року був головного штабу ВМФ СРСР. Помічник військово-морського аташе при посольстві СРСР у США з листопада 1964 року.
У 1970-х — військово-морський атташе при посольстві СРСР у Японії. Працював по лінії військово-морської розвідки, збирав інформацію про діяльність ВМФ інших країн, розвиток військово-морських технологій, торгові та військові шляхи сполучення.
Про діяльність пІсля 1970-х років відомостей практично немає. За даними сина, Горшков працював військовим аналітиком, консультував уряд СРСР щодо військових програм, щодо протидії СОІ.
З початку 2000-х і до смерті публікувався в ряді видань зі статтями на військову тематику.

## Звання
- 1969 — капітан першого рангу
- 20 серпня 1962 — капітан другого рангу

## Родина
- Горшков Микола Олександрович — син, журналіст.